# Universitat d'Auckland
La Universitat d'Auckland (University of Auckland en anglès; Te Whare Wānanga o Tāmaki Makaurau en maori) és una universitat pública a Auckland, la més gran de Nova Zelanda, fundada el 1883 com a part del que era la Universitat de Nova Zelanda. Ofereix més de 50 combinacions d'estudis; els programes de combinació d'estudis permeten adquirir diversos graus en un curt període.
El rector de la universitat és Roger France, malgrat aquest càrrec és només titular; el cap executiu és el vicerector, actualment el professor Stuart McCutcheon, que és el cinquè vicepresident de la Universitat.
Al campus es troba l'edifici de la torre del rellotge (Old Arts Building), finalitzat l'any 1926 i protegit com a lloc històric de 'Categoria I'; és considerat com un lloc emblematic de la ciutat i una icona de la universitat.
Els programes de la seva escola de negocis compten amb una triple acreditació, a càrrec dels organismes AMBA, EQUIS i AACSB.

## Facultats i instituts
Consta de vuit facultats repartides en sis campus, on hi estudien 34.000 alumnes (segons dates de 2019).
Escoles i facultats
- Facultat d'Art
- Escola de Negocis
- L'Institut Nacional d'Art i Indústries Creatives (NICAI)
- Facultat d'Educació
- Facultat d'Enginyeria
- Facultat de Dret
- Facultat de Ciències Mèdiques i de la Salut
- Facultat de Ciències

Instituts de recerca
- L'Institut Liggins
- Institut de Bioenginyeria d'Auckland (ABI)

## Alumni
Categoria principal: Alumnes de la Universitat d'Auckland
Entre els seus exalumnes hi trobem els polítics Jackie Blue, Simon Bridges, David Clendon, Jonathan Coleman, Judith Collins, Te Ururoa Flavell, Julie Anne Genter, Paul Goldsmith, Kennedy Graham, Hone Harawira, Winston Peters, Pita Sharples, David Shearer i Metiria Turei, entre d'altres.